# Francisco Júlio César de Alfieri
Francisco Júlio César de Alfieri (Itália, 27 de dezembro de 1876 — Bauru, 22 de maio de 1944) foi um coronel da Força Pública de São Paulo, atual Polícia Militar de São Paulo, e comandante na Revolução Constitucionalista de 1932.

## Biografia
Francisco Júlio César de Alfieri nasceu em 27 de dezembro de 1876, na Itália, filho de militar do Exército Italiano. Ainda adolescente migrou para o Brasil.
Em 1897, alistou-se como voluntário no 1º Batalhão da Força Pública Paulista, atual 1º Batalhão da Polícia de Choque "Tobias de Aguiar". Ainda em 1897, como cabo, atuou em missões na chamada “Guerra de Canudos”, ocorrida em local próximo a cidade de Uauá, no nordeste da Bahia. Nesse conflito, foi ferido durante o assalto ao "arraial do conselheiro", fato que lhe rendeu a promoção para Sargento Furriel por conta do ato de bravura.
Alguns anos depois, já como tenente, auxiliou a Missão Militar Francesa no Brasil, na tradução dos textos dos regulamentos para o português, por conta de sua fluência naquele idioma.

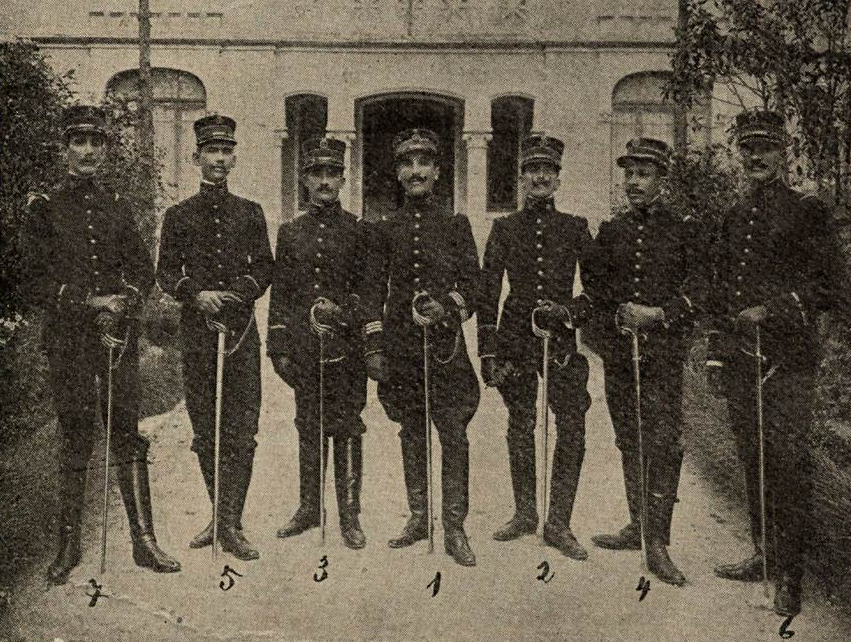
Auxiliares da missão francesa na Força Pública de São Paulo em 1911. O então capitão Francisco Alfieri, comandante da Cia Escola, está indicado ao centro da imagem sob o nº 1. A sua esquerda, indicado sob o nº 2, está o então alferes Azarias Silva.

Em 1907, promovido a 1º Tenente, foi co-fundador da 1ª escola da Força Pública de São Paulo, o chamado "Pelotão de Alunos Cabos", e mais tarde, a “Companhia Escola” e o “Corpo Escola”, os quais foram precursores dos atuais Curso de Formação de Soldados (CFSd), Centro de Formação e Aperfeiçoamento de Praças (CFAP), Escola de Educação Física da Polícia Militar do Estado de São Paulo (EEF/PMESP) e Academia de Polícia Militar do Barro Branco (APMBB).
Em 1913, promovido a Major, fundou e dirigiu o “Curso Especial Militar”, cuja finalidade era o ensino aos praças que almejavam a carreira de oficiais da corporação. Em 1917, durante a Primeira Guerra Mundial, pediu exoneração da Força Pública Paulista e retornou à Itália para atuar no Exército Italiano, tendo combatido na fronteira entre a Áustria e a Itália, e lá alcançou a patente de Capitão. Em 1919, retornou ao Brasil e em 1922 reassumiu o seu posto na Força Pública de São Paulo, ainda com a patente de Major.
Na década de 1920 e 1930, atuou em importantes conflitos no Brasil. Na Revolução de 1924, atuou na repressão aos revoltosos liderados por Isidoro Dias Lopes e Miguel Costa. Na Revolução de 1930, também combateu os rebeldes que na ocasião pretendiam invadir o estado de São Paulo, para depor o seu presidente (atualmente se diz governador) bem como o Presidente do Brasil Washington Luís, almejando efetivar um golpe de estado. Boa parte dos revoltosos de 1930 eram rebeldes veteranos do conflito de 1924 que até então haviam ficado no exílio, como Miguel Costa, Juarez Távora e Isidoro Dias Lopes.
Em 1929, foi um dos fundadores do Curso de Aperfeiçoamento de Oficiais (CAO), tendo atuado como diretor do curso. Em 1931, promovido a Tenente-coronel, foi nomeado Chefe do Estado Maior da Força Pública Paulista.
Em 9 de julho 1932, com a deflagração do levante conhecido como Revolução Constitucionalista, aderiu às forças rebeladas no Estado de São Paulo, embora inicialmente tenha sido cético e pouco entusiasmado quanto aos propósitos e viabilidade do levante.
Em 23 de julho de 1932, com a morte do então Comandante Geral da Força Pública de São Paulo, o coronel Júlio Marcondes Salgado, o nome de Francisco Alfieri era majoritário entre os oficiais da corporação para substituir o finado Comandante Geral e também era considerado o substituto natural. Contudo, o tenente-coronel Herculano de Carvalho e Silva veio a assumir interinamente o Comando Geral da corporação e alguns dias depois foi oficialmente nomeado pelo governador de São Paulo Pedro Manuel de Toledo, em muito devida à influencia exercida pelos aliados de Herculano sobre o governador, como o então major Euclides Machado. A nomeação do tenente-coronel Herculano ao Comando Geral da instituição foi recebida com surpresa pelos oficiais e foi motivo de controvérsia em toda a corporação, pois, além de não ser um nome cogitado naquela ocasião a sua figura era também muito associada ao grupo partidário a Miguel Costa, estes que por sua vez eram contrários ao levante então em andamento e simpáticos ao governo provisório de Getúlio Vargas. Porém, apesar dos esforços de vários oficiais em reverter à nomeação, o governador Pedro de Toledo foi irredutível.
O fim do conflito ocorreu oficialmente em 2 de outubro de 1932, pelo acordo realizado entre os comandos da Força Pública de São Paulo e do Exército Federal, o que consumou a rendição de todo o Exército Constitucionalista. O acordo foi articulado em separado entre o coronel Herculano de Carvalho e Silva e o Comandante Militar do Leste, o General de Exército Pedro Aurélio de Góis Monteiro. A assinatura foi realizada por procuração pelos tenentes-coronéis Otaviano Gonçalves da Silva e Euclides Machado, na cidade de Cruzeiro. A iniciativa da Força Pública Paulista nas negociações para o acordo ocorreu após convenção militar entre os comandantes da corporação, que incluiu o tenente-coronel Alfieri. No entanto, as tratativas bem como os termos do acordo ocorreram à revelia do Governo de São Paulo e do comando do Exército Constitucionalista, chefiado pelo general Bertoldo Klinger. Somado a esse fato, desde 30 de setembro de 1932, ainda nas tratativas para o fim das hostilidades, o coronel Herculano de Carvalho e Silva já dava ordens de retirada geral dos batalhões da Força Pública de São Paulo em direção à capital paulista, o que tornou fato consumado a rendição do Exército Constitucionalista antes da assinatura do acordo, pois inviabilizou uma possível resistência ao Exército Federal por parte das forças rebeldes remanescentes. Ao verem as tropas restantes reduzidas e isoladas, o general Klinger deu ordem de retirada geral rumo a capital do estado, o que efetivou o fim das hostilidades. Com o fim do conflito, os líderes do levante foram presos e dias depois enviados para o exílio em Portugal, com exceção dos militares da Força Pública de São Paulo, pois obtiveram imunidade conforme os termos do acordo de rendição. Posteriormente, a atitude do coronel Herculano de Carvalho e Silva foi amplamente repudiada pela opinião pública paulista e por parte dos veteranos do Exército Constitucionalista, incluindo também oficiais da Força Pública Paulista como o tenente-coronel Romão Gomes, tenente-coronel Azarias Silva e o capitão Reinaldo Saldanha da Gama. Embora num primeiro momento tenha apoiado as tratativas de rendição, o coronel Alfieri discordou dos termos do acordo final e do próprio desfecho do conflito que resultou na deposição pela própria Força Pública do Governador aclamado Pedro de Toledo. Essa contrariedade motivou o seu pedido de reforma da corporação logo após o conflito, em novembro de 1932, e também pelo motivo de discordar da Interventoria militar em São Paulo assumida pelo general Valdomiro Lima. As críticas ainda obrigaram o coronel Herculano a publicar em O Estado de S. Paulo no dia 9 de outubro daquele ano o manifesto “Razões de minha atitude”, respondendo às graves acusações que lhe eram feitas. No mês seguinte, também publicou um livro aprofundando a argumentação da sua defesa e ainda naquele mês solicitou a sua reforma da corporação.
Contudo, com a nomeação de Armando de Sales Oliveira para o Governo do Estado de São Paulo em agosto de 1933, o tenente-coronel Alfieri retornou a corporação, assumindo, entre outros cargos, o projeto de reorganização da Biblioteca, Arquivo e Museu da Força Pública de São Paulo (B.A.M). Em 2 de julho de 1938, foi nomeado diretor do órgão.
Em setembro de 1941 afastou-se do serviço ativo da corporação por motivos de saúde, deixando o cargo de direção da B.A.M. Em 5 de outubro de 1941, foi oficializada a sua reforma e passou para a reserva com a patente de coronel. Em 22 de maio de 1944, veio a falecer na cidade de Bauru.

## Homenagens
Na data em que foi oficializado o seu afastamento, foi publicado um longo artigo no jornal Correio Paulistano com homenagens ao prestigiado coronel da Força Pública, o que incluiu o Boletim Geral da corporação e conforme um trecho dessa publicação:
| “ | Louvor e Agradecimento - Por decreto de 5 do correte acaba de deixar o serviço ativo da Força o Sr. tte-cel Francisco Julio Cesar Alfieri. Merece o fato especial menção porque focaliza um nome que deve ser considerado como que simbolo de um militar cujas energias físicas e espirituais foram consagradas em grande parte à Força, com devotamente, num longo período de mais de três décadas. Simbolisa ademais, ou melhor, corporifica uma espécie diversa de mérito militar, por embasada na estensividade de múltiplos anos de serviço constante e tenaz e ainda na intensidade de um labor otimo quão proveitoso. Na guerra - fez-se sargento em Canudos, distinguindo-se por ato de bravura nos inhospitos sertões baianos (...). Na paz - instruiu recrutas, já plasmando-lhes o caráter, já adatando-lhes a eficiência ao sentido militar (...). Fatos imprevistos, molestias traiçoeiras, o põem novamente na inatividade. Inatividade é um modo de dizer, o coronel Alfieri nunca será um inativo, tenho certeza do que digo, está apenas em repouso no aconchego do lar a espera de novas ordens dos chefes. E, nós, oficiais, sargentos, cabos e soldados da B.A.M. viemos trazer ao velho chefe o nosso reconhecimento e oferecer os nossos sinceros prestimos; e, viemos também oferecer esta pequena lembrança como prova insofismável da nossa gratidão. Correio Paulistano, 5 de outubro de 1941. | ” |

Por conta de seu pioneirismo na instituição e por sua carreira, o Cel. Edilberto de Oliveira Melo costumava dizer: "Alfieri foi um Novo Garibaldi, herói de duas Pátrias". Na cidade de São Paulo, em sua homenagem, foi batizada a rua Cel. Francisco Júlio César Alfieri, na Vila São Paulo. Na cidade de Santos há a rua Coronel Francisco Júlio Alfieri, localizada no bairro de Vila São Jorge, assim denominada também em sua homenagem.